# Midi Olympique
El Midi Olympique és un diari esportiu francès, que apareix dos cops per setmana, especialitzat en el rugbi. És propietat del Groupe La Dépêche i té la seva redacció a Tolosa de Llenguadoc.
Fundat l'any 1929, és actualment el setmanari més antic de França. Rep el sobrenom popular del Midol o el Jaune (groc) en referència al color de les seves pàgines. Cobreix essencialment l'actualitat del rugbi a 15, dels professionals del Top 14 de la lliga francesa als equips amateurs dels nivells més modestos, tot i que també reserva en cada número una pàgina sencera al rugbi a 13. El Midi Olympique apareixia només els dilluns fins a la primavera del 2006, quan la redacció va engegar el projecte de fer sortir un altre número els divendres. El número que apareix cada dilluns se l'anomena el rouge (vermell) i el del divendres el vert, en referència al color del títol del diari.
El 2005 tenia una tirada de 140 000 exemplars, per una difusió del voltant de 89 000, amb un augment regular de +2% anual des del 2001. Apareixen dos números especials a l'inici i al final de cada temporada, on es presenten o resumeixen els esdeveniments més destacats. Cada primer dilluns de mes el Midol es ven amb el suplement magazine « Midol Mag ». El 1998 el Midi Olympique va llançar una pàgina web, refeta l'any 2000 amb el nom rugbyrama.com
Des del 1954 la redacció concedeix cada any els premis Midi Olympique, per als millors jugadors de cada mes i de l'any.